# Geurt Staal
Geurt Staal, även känd som Gerard Holm, född 1932 i Nederländerna, död 2012 i Cannes, Frankrike, var en svensk-nederländsk förläggare, tidningsredaktör, entreprenör och HBT-aktivist. Staal var den första man att få uppehållstillstånd i Sverige som partner till en man. Tillsammans med sin livspartner och senare make Michael Holm grundade och drev han även tidskriften Revolt – mot sexuella fördomar.

## Biografi
Staal föddes 1932 i Nederländerna. När han på 1960-talet var bosatt i Köpenhamn träffade han sin blivande partner och make Michael Holm. Efter några år flyttade de samman, och kom att umgås och samarbeta nära med Axel och Eigil Axgil, som bland annat grundade Forbundet af 1948, som i sin tur inspirerade RFSL.
Inspirerade av paret Axgil startade de 1969 tidningen Viking. När verksamheten för Viking flyttade till Teckomatorp i Sverige bytte tidningen namn till Revolt – mot sexuella fördomar och han startade tidningen Killen 1974. Staal och Holm flyttade därefter verksamheten till Åseda, där de med förlag och tidningsutgivning försökte skapa en fristad för homosexuella. Revolt blev en viktig kontaktyta för homosexuella i Norden. Via förlagsverksamheten bidrog Staal bland annat till att Tom of Finlands verk spreds i Sverige.
Utöver sin förlags- och tidningsverksamhet var Geurt Staal och Michael Holm drivande bakom de första prideparaderna i Sverige. Makarna Staal Holm var även ledande inom International Homosexual World Organization (IHWO), som var en föregångare till det som senare kom att bli International Lesbian, Gay, Bisexual, Trans and Intersex Association.
Geurt Staal blev den första svenska mannen att få uppehålls- och arbetstillstånd i Sverige som partner till en man. Under senare delen av sitt liv flyttade paret till Frankrike, först till Nice och därefter till Cannes, där Staal dog 2012.